# Fjodor Tjuttjev
Fjodor Tjuttjev (russisk: Фё́дор Ива́нович Тю́тчев, tr. Fjódor Ivánovitj Tjúttjev; født 5. december 1803 i Ovstug, Orjol guvernement, Det Russiske Kejserrige, død 27. juli 1873 i Tsarskoje Selo, Sankt Petersborg guvernement, Det Russiske Kejserrige) var en russisk digter og diplomat. 
Han boede i München og Turin, og han kendte Friedrich von Schelling og Heinrich Heine. Han tog ikke del i det litterære liv og kaldte sig ikke forfatter, men alligevel er omkring 400 af hans digte, der ofte citeres i Rusland, blevet bevaret. De første digte blev skrevet i 1700-tallets poetiske tradition. I 1830'erne havde de romantiske traditioner, hovedsagelig de tyske, indflydelse på hans digtning. Det er filosofisk (meditativ) lyrik, hvis hovedemner er: betragtninger over universet, menneskets skæbne og naturen. I 1840'erne skrev han nogle politiske artikler om forholdet mellem Rusland og den vestlige civilisation. I 1840'erne forfattede han en række rørende kærlighedsdigte, hvor elskoven opfattes som tragedie. De var senere samlet i den såkaldte Denisjevs cyklus, dvs. en cyklus, der blev tilegnet digterens kæreste Jelena Aleksandrovna Denisjova. I 1860'erne og 1870'erne skrev Tjuttjev først og fremmest politiske digte. Det mest navnkundige af Tjuttjevs digte er Silentium! – en sørgmodig tilskyndelse til tavshed, en beklagelse af, at man aldrig fuldstændigt kan forstå et andet menneske. Linjen udtalt tanke er løgn er en af de mest citerede af Tjuttjevs aforismer, tillige med med forstanden kan Rusland ikke fattes og man kan aldrig forudse ordets udvikling.